# Renault Atles
Renault Atles war eine Traktor-Baureihe des Herstellers Renault Agriculture, der ehemaligen Traktorensparte des französischen Automobilherstellers Renault, die von 2001 bis 2003 produziert und von Claas, der Renault Agriculture übernahm, unter dem Namen Claas Atles weitergeführt wurde.

## Varianten
Renault Atles wurde in folgenden Modellen gebaut:
| Modell               | Motor                                | Motorleistung in kW (PS) | Bauzeit   |
| -------------------- | ------------------------------------ | ------------------------ | --------- |
| Renault Atles 915 RZ | Sechszylindermotor mit Allradantrieb | 145 (197)                | 2001–2003 |
| Renault Atles 925 RZ | Sechszylindermotor mit Allradantrieb | 166 (226)                | 2001–2003 |
| Renault Atles 926 RZ | Sechszylindermotor mit Allradantrieb | 166 (226)                | 2003–2003 |
| Renault Atles 935 RZ | Sechszylindermotor mit Allradantrieb | 184 (250)                | 2001–2003 |
| Renault Atles 936 RZ | Sechszylindermotor mit Allradantrieb | 184 (250)                | 2003–2003 |

Renault Atles 935 RZ war mit einem Sechszylindermotor der Deutz AG, Turbolader, Ladeluftkühler und einem Hubraum von 7151 cm³ ausgestattet.